# Sikory-Bartyczki
Sikory-Bartyczki – wieś w Polsce położona w województwie podlaskim, w powiecie wysokomazowieckim, w gminie Kobylin-Borzymy.
Zaścianek szlachecki Bartyczki należący do okolicy zaściankowej Sikory położony był w drugiej połowie XVII wieku w powiecie tykocińskim ziemi bielskiej województwa podlaskiego. W latach 1975–1998 miejscowość administracyjnie należała do województwa łomżyńskiego.
Wierni kościoła rzymskokatolickiego należą do parafii św. Stanisława Biskupa i Męczennika w Kobylinie-Borzymach.

## Historia
Według Zygmunta Glogera Sikory zostały założone w roku 1421 przez Macieja Sikorę, który posiadłość rozdzielił między synów. Od ich imion wzięły nazwę nowo założone wsie.
W I Rzeczypospolitej Sikory należały do ziemi bielskiej.
W roku 1827 Sikory-Bartyczki liczyły 6 domów i 29 mieszkańców. Pod koniec XIX w. Słownik geograficzny Królestwa Polskiego informuje: Sikory, okolica szlachecka w powiecie mazowieckim, gmina Piszczaty, parafia Kobylin.
W 1921 r. naliczono tu 6 budynków z przeznaczeniem mieszkalnym oraz 33 mieszkańców (17 mężczyzn i 16 kobiet). Wszyscy podali narodowość polską i wyznanie rzymskokatolickie.